# 라르스 야콥센
라르스 크리스티안 야콥센(Lars Christian Jacobsen, 1979년 9월 20일, 덴마크 오덴세 ~ )은 덴마크의 전 축구 선수이다. 포지션은 수비수로써 오른쪽 풀백의 위치에서 활약했었다.